# ルネ・ダンジェ
ルネ・ダンジェ（René Danger, 1872年 - 1954年）は、フランスの都市計画家。
アンリ・プロストを尊敬し、1912年から1942年まで兄レーモンや息子ポールらと都市計画コンサルタント la Société des plans régulateurs de villes を主宰した。その間、パリ公共事業大学校の都市計画コース教授も務める。1929年には高等弁務官アンリ・ポンソの尽力により、フランス領ベイルートでフランス外務省の支援を受けて都市計画の活動を開始した。
1930年にはシリア・アレッポの都市計画に従事し、その計画案は1931年に地元市議会で承認を受ける。その後すぐにミッシェル・エコシャールらとダマスカスの計画を担当。1937年に法定都市計画として決定される。